# Phillips (Wisconsin)
Phillips és una població dels Estats Units a l'estat de Wisconsin. Segons el cens del 2000 tenia 1.675 habitants.

## Demografia
Segons el cens del 2000, Phillips tenia 1.675 habitants, 721 habitatges, i 395 famílies. La densitat de població era de 233,5 habitants per km².
Dels 721 habitatges en un 28,3% hi vivien nens de menys de 18 anys, en un 39,8% hi vivien parelles casades, en un 11,4% dones solteres, i en un 45,1% no eren unitats familiars. En el 39,8% dels habitatges hi vivien persones soles el 21,9% de les quals corresponia a persones de 65 anys o més que vivien soles. El nombre mitjà de persones vivint en cada habitatge era de 2,14 i el nombre mitjà de persones que vivien en cada família era de 2,89.
Per edats la població es repartia de la següent manera: un 22,7% tenia menys de 18 anys, un 7,3% entre 18 i 24, un 24,1% entre 25 i 44, un 21,7% de 45 a 60 i un 24,1% 65 anys o més.
L'edat mediana era de 42 anys. Per cada 100 dones de 18 o més anys hi havia 80 homes.
La renda mediana per habitatge era de 31.471 $ i la renda mediana per família de 38.889 $. Els homes tenien una renda mediana de 32.333 $ mentre que les dones 24.028 $. La renda per capita de la població era de 16.480 $. Aproximadament el 7,2% de les famílies i el 12,5% de la població estaven per davall del llindar de pobresa.

## Poblacions més properes
El següent diagrama mostra les poblacions més properes.